# Botrychium hesperium
Botrychium hesperium là một loài dương xỉ trong họ Ophioglossaceae. Loài này được Maxon & R.T. Clausen W.H. Wagner & Lellinger mô tả khoa học đầu tiên năm 1981.